# Synopsidia ardschira
Synopsidia ardschira är en fjärilsart som beskrevs av Brandt 1938. Synopsidia ardschira ingår i släktet Synopsidia och familjen mätare. Inga underarter finns listade i Catalogue of Life.